# فتحي محمد مصيلحي
فتحي محمد مصيلحي (ميت برة 8 فبراير 1951 - القاهرة 11 يوليو 2021)، عالم جغرافيا مصري، عمل أستاذاً لجغرافية المدن والتخطيط الإقليمي بكليّة الآداب في جامعة المنوفية. تولى مناصب عديدة، منها: عضواً بالمجلس الأعلى للتخطيط والتنمية العمرانية بمجلس الوزراء، وعضواً بمجلس الإدارة بالجمعية الجغرافية المصرية، وعضواً بالاتحاد الجغرافي الدولي، كما ساهم في إنشاء مركز البحوث الجغرافية والكارتوجرافية بمدينة السادات؛ ورأس هيئة تحرير مجلتها العلمية.

## المؤهلات العلمية
- 1973: ليسانس الآداب من قسم الجغرافيا، من كلية الآداب، جامعة القاهرة.
- 1977: الماجستير في الجغرافيا، جامعة عين شمس.
- 1980: دكتوراه الفلسفة في الجغرافيا، جامعة القاهرة.

## تراثه العلمي
ترك عشرات المؤلفات العلمية، ما بين الكتب والبحوث العلمية والمقالات، فألف وشارك في التأليف وحرر 75 كتاباً، و158 بحثاً علمياً، وشارك في 40 دراسة تخطيطية تفصيلية على المستوى القومي.
كما شارك مصيلحي في 114 مؤتمراً وندوة علمية، وأشرف على 49 أطروحة دكتوراه، و61 رسالة ماجستير.

## الجوائز
حصل على عدة جوائز، منها:
- 1973: جائزة أحمد حسنين باشا لأوائل الخريجين.
- 1989: حائز على جائزة الدولة التشجيعية في العلوم الاجتماعية.
- 1991: حائز على نوط الإمتياز من الطبقة الأولى.